# كلارنس ن. هيكمان
كلارنس ن. هيكمان (بالإنجليزية: Clarence N. Hickman)‏ هو فيزيائي أمريكي، ولد في 16 أغسطس 1889، وتوفي في 7 مايو 1981 في ليزتون في الولايات المتحدة.

## وصلات خارجية
- كلارنس ن. هيكمان على موقع الموسوعة البريطانية (الإنجليزية)